# Turistická značená trasa 1637

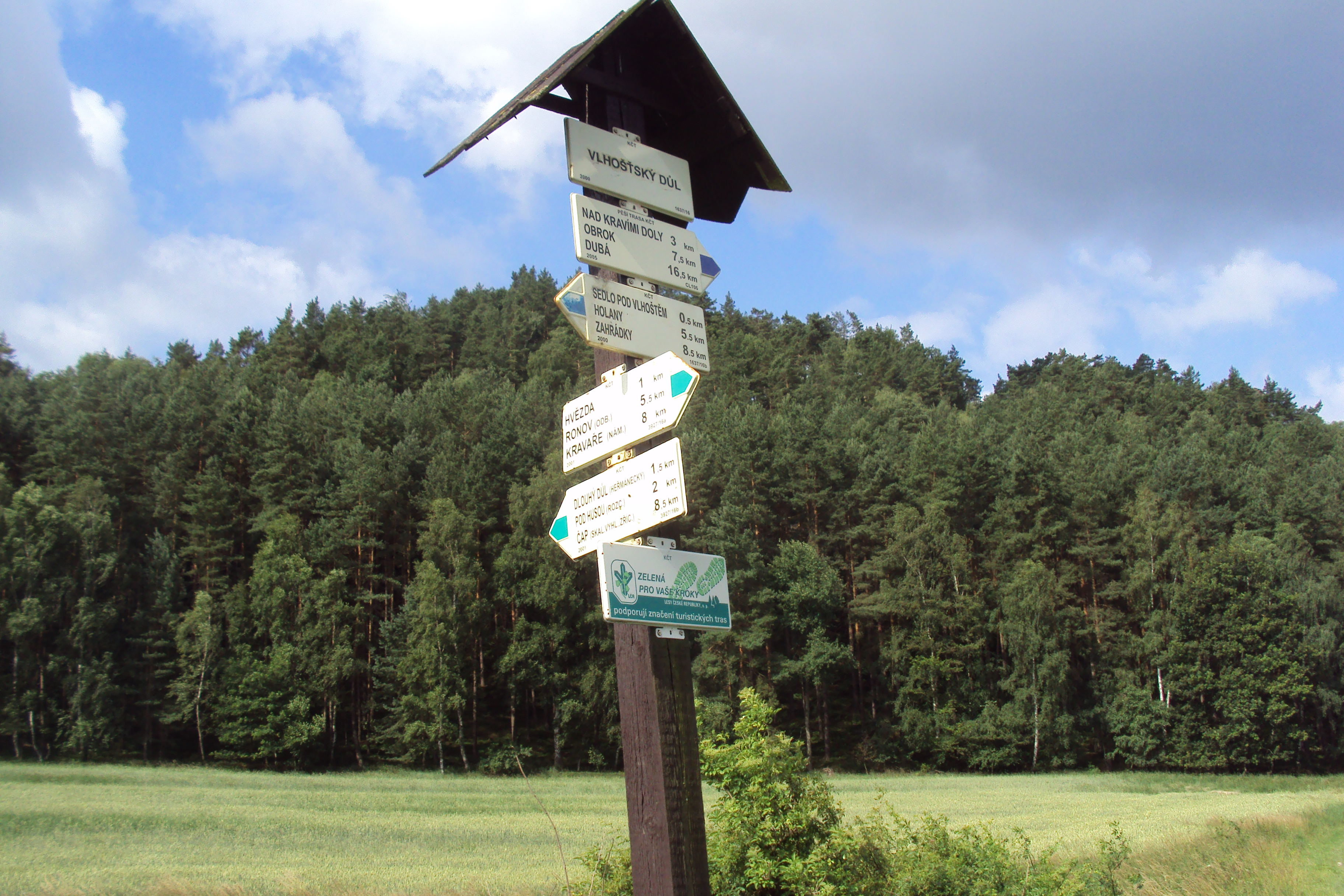
Rozcestník Vlhošťský důl, v pozadí Stříbrný vrch

Turistická značená trasa 1637 byla modře vyznačená trasa KČT pro pěší turisty vedoucí ze Zahrádek jihozápadním směrem do Holan, poté přes území Chráněné krajinné oblastl Kokořínsko – Máchův kraj podél úpatí Vlhoště až do města Dubá. Byla dlouhá 25 km a celá vedla jižní částí území okresu Česká Lípa v Libereckém kraji. 

## Popis trasy ze Zahrádek k Vlhošti
Trasa začínala nedaleko železniční stanice v Zahrádkách a vedla polní cestou směrem na jihozápad.  Právě tato část již dnes neexistuje, je nahrazena v úseku od Zahrádek do Holan modrou trasou (zde dříve zelenou 3952 ) přes historickou Valdštejnskou alej. Modrá vedla k Holanskému rybníku, Rybnovem (2,5 km) a dál i dnes pokračuje přes Holany (3 km) do sedla pod Vlhoštěm (8 km). Sedlo odděluje vrcholy velkého a malého Vlhoště.

## Žlutá trasa 6929
Z tohoto sedla je dodnes vyznačena krátká, žlutě vyznačená okružní trasa kolem Vlhoště (nahoře je státem chráněná přírodní rezervace). Tato trasa č. 6929 je dlouhá jen 3 km, má však značné převýšení, vede přes skalní vyhlídku (1 km) a kolem bývalé hájovny se turisté vrací dolů na začátek okruhu.

## Pokračování za Vlhoštěm
Ze sedla pokračuje modrá trasa Vlhošťským dolem (9 km) kolem Stříbrného vrchu (přírodní památka) na Husí cestu nad Kravími doly (11,5 km), kde se stáčí na jihovýchod přes osadu Obrok (16 km), Čapský důl (19,5 km) do osady Pavličky (20,5 km). Poté vystoupá k osadě Horní Dubová hora (397 m, 22 km) podchází Dubovou horu (23,5 km) a končí v Dubé (25 km) u autobusového nádraží.

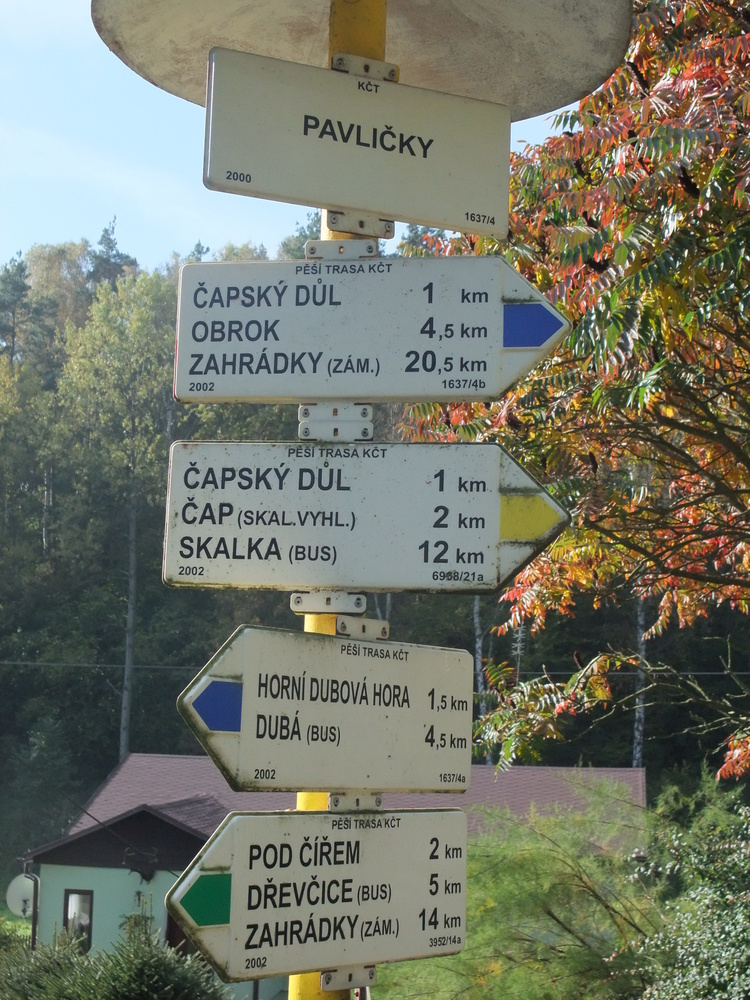
Rozcestník v osadě Pavličky

## Značení
Trasa byla vyznačena pásovým značením Klubu českých turistů, na koncích i během trasy směrovkami s vyznačením vzdálenosti v kilometrech. Rozcestníky po trase byly později doplněny tabulkou hlavního sponzora značení Lesy České republiky. 

## Veřejná doprava
Severní část procházené trasy je dostupná pouze na samém začátku v Zahrádkách, kde je stanice na zde vedené železniční trati 87 z České Lípy do Lovosic. Dál již modrá vede územím, kde vlaky nejezdí. Do řady obcí zajíždí autobusy společnosti ČSAD Česká Lípa, do vesnic pouze o všední dny.

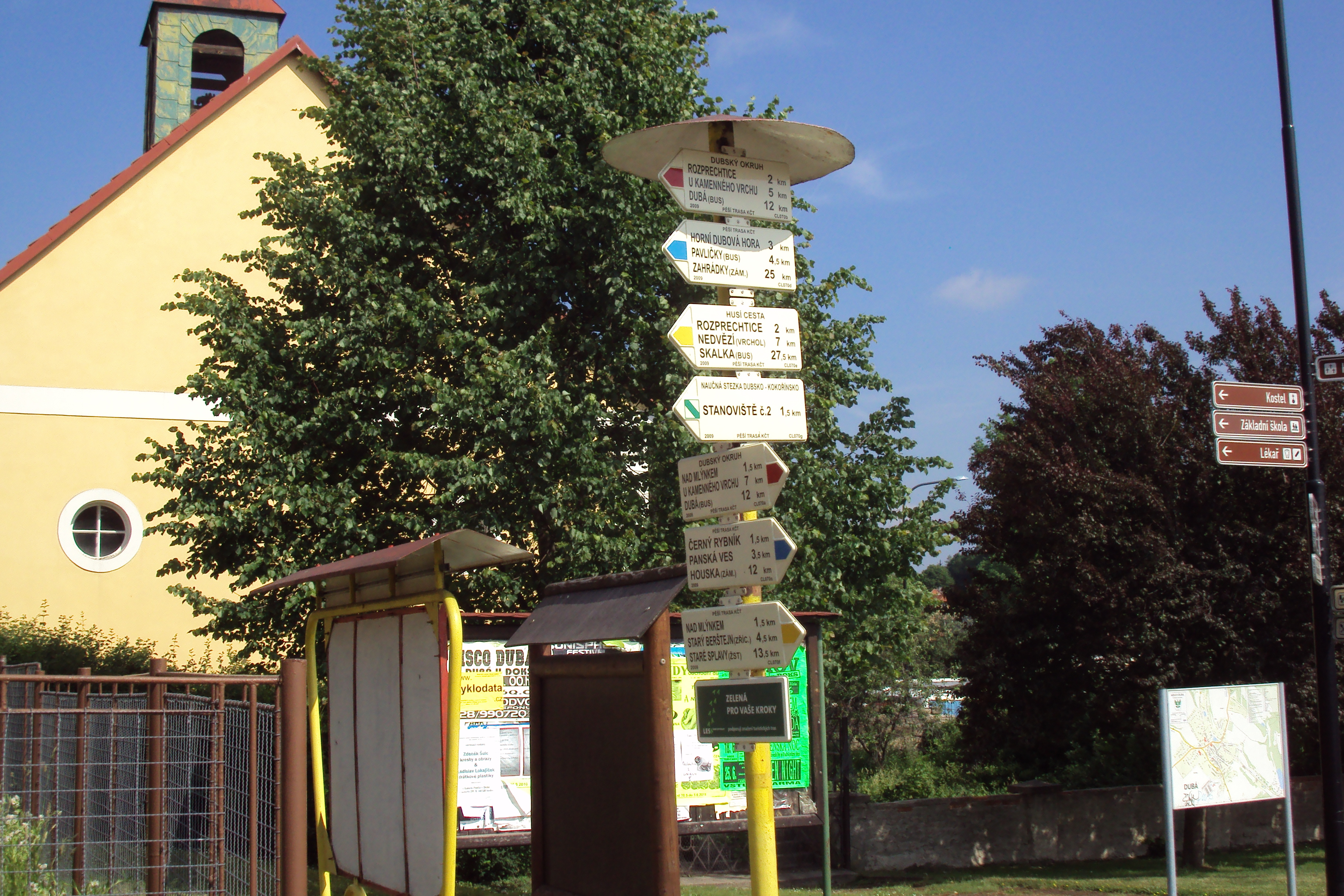
Rozcestník v Dubé u nádraží autobusů

## Souřadnice
- Začátek trasy v Zahrádkách: 50°38′4″ s. š., 14°31′27″ v. d.
- Konec trasy v Dubé: 50°32′26″ s. š., 14°32′25″ v. d.